# Dublinia
Dublinia es un género de foraminífero bentónico de la familia Asterigerinatidae, de la superfamilia Asterigerinoidea, del suborden Rotaliina y del orden Rotaliida. Su especie tipo es Dublinia expetenda. Su rango cronoestratigráfico abarca el Holoceno.

## Clasificación
Dublinia incluye a la siguiente especie:
- Dublinia expetenda

Otras especies consideradas en Dublinia son:
- Dublinia auricula, de posición genérica incierta
- Dublinia pusilla, de posición genérica incierta